# Asociación Paralímpica de Guyana
La Asociación Paralímpica de Guyana es el comité paralímpico nacional que representa a Guyana. Esta organización es la responsable de las actividades deportivas paralímpicas en el país. Es miembro del Comité Paralímpico Internacional y del Comité Paralímpico de las Américas.